# Biskupice (województwo lubelskie)

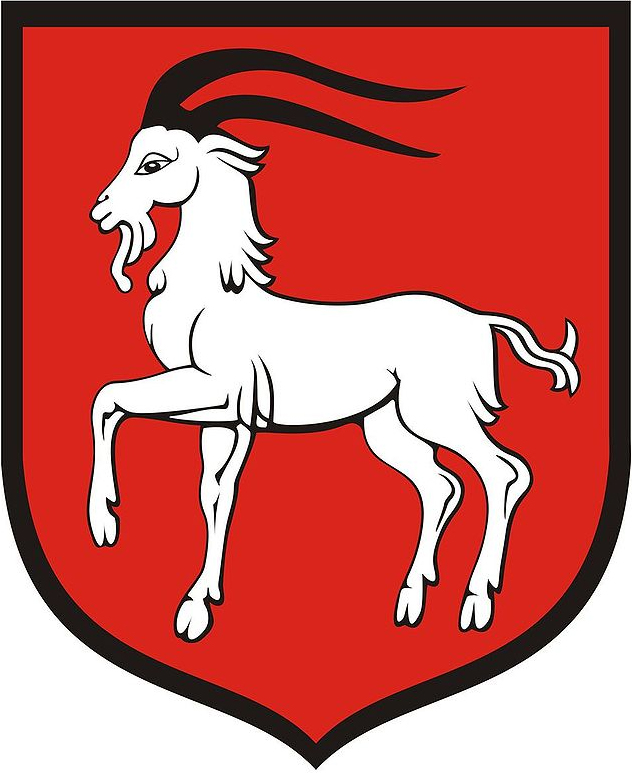
Nieoficjalny herb wsi Biskupice

Biskupice – wieś w Polsce położona w województwie lubelskim, w powiecie świdnickim, w gminie Trawniki.
Miejscowość położona jest nad rzeką Giełczewką. Dawniej miasto; uzyskały lokację miejską w 1450 roku, zdegradowane w 1869 roku. W 1827 roku miasto prywatne Królestwa Kongresowego położone było w powiecie lubelskim, obwodzie lubelskim województwa lubelskiego. Do 1870 istniała gmina Biskupice. W latach 1870–1954 istniała gmina Jaszczów, której siedzibą były Biskupice. W latach 1954–1972 wieś należała i była siedzibą władz gromady Biskupice. W latach 1975–1998 miejscowość administracyjnie należała do ówczesnego województwa lubelskiego.
Wieś jest sołectwem w gminie Trawniki. Według Narodowego Spisu Powszechnego z roku 2011 wieś liczyła 853 mieszkańców.

## Historia
W XV wieku Biskupice były wzmiankowane jako wieś należąca do biskupów krakowskich. W 1450 r. miejscowość otrzymała prawa miejskie. Jej herbem został - zapewne na wzór Lublina - kozioł. W XV wieku wzmiankowany był w Biskupicach dwór biskupi związany m.in. ze Zbigniewem Oleśnickim. W XVII wieku Biskupice przestały być własnością biskupów krakowskich i przeszły na własność rodziny Piaseckich. Od 1634 roku w mieście zaczęli osiedlać się Żydzi, wcześniej biskupi krakowscy nie pozwalali im na osiedlanie się. W 1685 roku na 23 domy, 5 było żydowskich. W 1787 roku Żydzi stanowili 37% ogółu mieszkańców (173 osoby na 459 mieszkańców). W 1827 roku było ich 139, w 1860 roku – 262, w 1897 roku – mieszkało 543 Żydów.
Ludność żydowska zajmowała się głównie krawiectwem, handlem drobiem, bydłem oraz solą. Społeczność żydowska zorganizowana była w gminę.
13 stycznia 1870 r. pozbawiono Biskupice praw miejskich.
W czasie I wojny światowej liczba mieszkańców wyznania mojżeszowego znacznie spadła. Wiązało się to z masowymi wyjazdami na wschód wraz z armią rosyjską.
W 1921 roku w Biskupicach zamieszkiwało 129 Żydów – 14% populacji miejscowości.
W okresie międzywojennym pod nadzorem gminy żydowskiej była synagoga, bet midrasz, budynek kahału, mykwa, rzeźnia rytualna oraz dwa cmentarze: stary – już nie użytkowany oraz nowy.
Podczas okupacji Niemcy w Biskupicach w 1940 roku założyli getto. Niemcy zniszczyli synagogę, a także należące do Żydów domy mieszkalne. Macewy ze zdewastowanych cmentarzy wykorzystali do utwardzania dróg w mieście. W marcu 1943 roku hitlerowcy zlikwidowali getto a większość ludności żydowskiej wywieźli do obozu koncentracyjnego na Majdanku.
Od 5 maja 1999 r. funkcjonuje Szkoła Podstawowa tworząca Zespół Placówek Oświatowych im. Stefana Batorego.

## Zabytki i miejsca pamięci
- Kościół barokowy z lat 1712–1727, ufundowany przez Remigiusza Piaseckiego w miejscu wcześniejszego drewnianego. Konsekrowany w 1781 roku. W 1907 roku podwyższono wieże. Po zniszczeniach wojennych z 1915 roku, odbudowany. We wnętrzu wyposażenie barokowe.
- Plebania barokowa z 1730 roku, wybudowana przez majstra warszawskiego Rybińskiego.
- Cmentarz katolicki z murem z 1 poł. XVIII w.
- Kapliczka barokowa św. Jana Nepomucena z XVIII w.
- Figura przydrożna w Łysołajach z XVIII w. w stylu barokowym
- Stary cmentarz żydowski
- Nowy cmentarz żydowski
- pozostałości po dworze biskupów krakowskich w zachodniej części wsi, w dolinie rzeki Giełczwi. W XVIII wieku zlokalizowano w jego miejscu cmentarz żydowski[8]
- Pomnik poświęcony Żołnierzom AK Walczącym o Wolną i Niepodległa Polskę[16].

## Transport
Na północ od wsi znajduje się przystanek na linii kolejowej 7 Biskupice Lubelskie.

## Urodzeni w Biskupicach
- Gustaw Wąsikowski – polski wojskowy, porucznik saperów Wojska Polskiego, uczestnik kampanii wrześniowej, ofiara KL Auschwitz, kawaler Orderu Virtuti Militari[17].